# 박경호 (야구 선수)
박경호(朴慶鎬, 1951년 1월 5일 ~ )는 전 KBO 리그 삼미 슈퍼스타즈의 선수이다.